# Prva liga SR Jugoslavije u nogometu 1992./93.
Prva liga SR Jugoslavije u nogometu za sezonu 1992./93. bilo je šezdeset i četvrto najviše nogometno natjecanje u Jugoslaviji, prvo u SRJ, koje je započelo 21. kolovoza 1992. i završilo 20. lipnja 1993.

Prvak je postao srbijanski klub, FK Partizan, koji je osvojio svoj dvanaesti naslov.

Najbolji strijelci bili su Anto Drobnjak iz Crvene zvezde i Vesko Mihajlović iz novosadske Vojvodine s po 22 golova.
Prvo prvenstvo SR Jugoslavije igralo se po ligaškom sustavu. Odlukom Predsjedništva Nogometnog saveza SR Jugoslavije liga je imala 18 klubova, od kojih je 11 prošle sezone igralo Prvu ligu (Crvena zvezda, Partizan, Vojvodina, OFK Beograd, Proleter, Rad, Zemun, Radnički Niš, Budućnost, Sutjeska i Spartak) i 7 najbolje plasiranih klubova Druge lige (Bečej, Hajduk Kula, Radnički Beograd, Mogren, Priština, OFK Kikinda i Napredak).

Nakon suglasnosti Svjetske nogometne organizacije FIFA-e, naknadnom odlukom Predsjedništva Udruge prvoligaških klubova (iako je prvenstvo već počelo) Borac (Banja Luka), koji je registriran u Beogradu, uvršten je u natjecanje kao 19. član, a preselio je sjedište kluba u Valjevo. Odlučeno je i da Borac svoje utakmice igra sredinom tjedna između regularnih prvenstvena kola, prema posebno utvrđenom rasporedu.

Nakon 4 sezone ukinuto je pravilo izvođenja jedanaesteraca nakon remija.
Za europske kupove nije bilo bilo zbog zabrane UEFA-e koja je uvedena zbog ratova koji su bili posljedica raspada Jugoslavije.
Ukupan broj gledatelja bio je 918.834.

## Sustav natjecanja
Igralo se u dvije faze. Momčadi su međusobno igrale dvokružni ligaški sustav. Igrala se po jedna utakmica na domaćem i gostujućem terenu. Prvakom je postala momčad koja je skupila najviše bodova u skupini za prvaka (pobjeda = 2 boda, neodlučeni ishod = 1 bod, poraz = bez bodova).
U razdoblju od 1993. do 1996. Prva i Druga liga imale su po 20 klubova i unutar njih je postojala podjela: A i B skupina s po 10 klubova. Na kraju jeseni posljednja četiri kluba ispala su iz A skupine Prve i A skupine Druge lige, a njihova su mjesta zauzela četiri prvoplasirana kluba B skupine Prve lige i B skupine Prve i Druge lige. Uspjeh u jesenskom dijelu vrednovan je bonusom za proljetnu polusezonu.

Na kraju sezone treći iz skupine A Prve lige igrao je dvomeč doigravanja s pobjednikom skupine B Prve lige za Kup UEFA. Po četiri kluba promijenila su status unutar Prve lige, a unutar Druge lige dva kluba iz Druge lige prešla su u Prvu ligu. Treći iz A skupine Druge lige igrao je doigravanje s osmim iz B skupine Prve lige te četvrtim i sedmim iz ta dva natjecanja.

## Formiranje lige
Pravo prijave za prvenstvo imalo je 18 članova: 11 preostalih iz prošle godine i 7 najboljih iz Druge savezne lige. Kasnije se uključio i Borac.:
- Iz Prve savezne lige natjecali su se Crvena zvezda, Partizan, Vojvodina, OFK Beograd, Proleter Zrenjanin, Rad Beograd, Zemun, Radnički Niš, Budućnost Titograd, Sutjeska Nikšić i Spartak Subotica
- Iz Druge savezne lige: Bečej (pobjednik), Hajduk Kula, Radnički Beograd, Mogren Budva, OFK Kikinda, Priština i Napredak Kruševac
- 19. član: Borac Banja Luka (osmo mjesto u Prvoj saveznoj ligi Jugoslavije)

## Sudionici
- FK Bečej, Bečej
- OFK Beograd, Beograd
- FK Borac, Banja Luka
- FK Budućnost, Podgorica
- FK Crvena zvezda, Beograd
- FK Hajduk, Kula
- OFK Kikinda, Kikinda
- FK Mogren, Budva
- FK Napredak, Kruševac
- FK Partizan, Beograd
- FK Priština, Priština
- FK Proleter, Zrenjanin
- FK Rad, Beograd
- FK Radnički Beograd, Beograd
- FK Radnički Niš, Niš
- FK Spartak, Subotica
- FK Sutjeska, Nikšić
- FK Vojvodina, Novi Sad
- FK Zemun, Zemun

## Ljestvica
| mj.     | klub                | ut. | pob. | ner. | por. | gol+ | gol- | gr  | bod | Jesen 1993. |
| ------- | ------------------- | --- | ---- | ---- | ---- | ---- | ---- | --- | --- | ----------- |
| 1.      | Partizan            | 36  | 31   | 3    | 2    | 103  | 20   | +83 | 65  | I. A liga   |
| 2.      | Crvena zvezda       | 36  | 19   | 13   | 4    | 70   | 25   | +45 | 51  | I. A liga   |
| 3.      | Vojvodina           | 36  | 19   | 8    | 9    | 72   | 47   | +25 | 46  | I. A liga   |
| 4.      | Zemun               | 36  | 16   | 8    | 12   | 62   | 48   | +14 | 40  | I. A liga   |
| 5.      | Rad Beograd         | 36  | 13   | 13   | 10   | 47   | 35   | +12 | 39  | I. A liga   |
| 6.      | Napredak Kruševac   | 36  | 13   | 12   | 11   | 44   | 58   | −14 | 38  | I. A liga   |
| 7.      | Radnički Niš        | 36  | 15   | 7    | 14   | 40   | 36   | +4  | 37  | I. A liga   |
| 8.      | Hajduk Kula         | 36  | 12   | 12   | 12   | 34   | 35   | −1  | 36  | I. A liga   |
| 9.      | Proleter Zrenjanin  | 36  | 15   | 6    | 15   | 43   | 45   | −2  | 36  | I. A liga   |
| 10.     | Budućnost Podgorica | 36  | 14   | 8    | 14   | 44   | 48   | −4  | 36  | I. A liga   |
| 11.     | OFK Beograd         | 36  | 9    | 17   | 10   | 38   | 54   | −16 | 35  | I. B liga   |
| 12.     | Bečej               | 36  | 12   | 9    | 15   | 49   | 45   | +4  | 33  | I. B liga   |
| 13.     | Mogren Budva        | 36  | 12   | 7    | 17   | 46   | 52   | −6  | 31  | I. B liga   |
| 14.     | Kikinda             | 36  | 11   | 9    | 16   | 39   | 58   | −19 | 31  | I. B liga   |
| 15.     | Radnički Beograd    | 36  | 11   | 7    | 18   | 45   | 62   | −17 | 29  | I. B liga   |
| 16.     | Sutjeska Nikšić     | 36  | 11   | 7    | 18   | 46   | 67   | −21 | 29  | I. B liga   |
| 17.     | Spartak Subotica    | 36  | 7    | 12   | 17   | 32   | 58   | −26 | 26  | I. B liga   |
| 18.     | Priština            | 36  | 7    | 9    | 20   | 32   | 64   | −32 | 23  | II. A liga  |
| 19.     | Borac Banja Luka    | 36  | 6    | 11   | 19   | 35   | 64   | −29 | 23  | II. A liga  |
|         |                     |     |      |      |      |      |      |     |     |             |
| Izvori: |                     |     |      |      |      |      |      |     |     |             |

|  | Partizan je prvak SR Jugoslavije                                                            |
|  | Crvena zvezda osvaja Kup SR Jugoslavije                                                     |
|  | Borac Banja Luka (direktno) i Priština (nakon baraža) ispali su u Drugu ligu SR Jugoslavije |

### Baraž
Spartak Subotica i Priština igrali su s klubovima Rudar Pljevlja i Mačva Šabac (treći i četvrti u Drugoj ligi) za dva mjesta u Prvu ligu SR Jugoslavije 1993./94.
| Prva momčad      | Ukupno   | Druga momčad | 1. utakmica | 2. utakmica |
| ---------------- | -------- | ------------ | ----------- | ----------- |
| Spartak Subotica | 2:1      | Mačva Šabac  | 2:0         | 0:1         |
| Rudar Pljevlja   | 3:3 (gg) | Priština     | 1:0         | 2:3         |

## Rezultati

### Semafor
| 1992./93. | 1992./93.          | PAR | C.Z | VOJ | ZEM | RAD | NAP  | R.N | HAJ | PRO | BUD | OFK | BEČ | MOG | KIK | R.B | SUT | SPA | PRI | BOR |
| 1.        | Partizan           |     | 1:0 | 2:0 | 5:1 | 3:0 | 10:1 | 2:0 | 4:1 | 4:1 | 3:0 | 5:1 | 2:1 | 4:0 | 2:0 | 4:0 | 4:0 | 3:0 | 1:0 | 3:1 |
| 2.        | Crvena zvezda      | 1:1 |     | 3:2 | 3:0 | 2:0 | 2:2  | 2:0 | 0:0 | 2:1 | 3:0 | 5:1 | 4:1 | 3:0 | 0:0 | 4:0 | 2:1 | 3:0 | 3:0 | 3:0 |
| 3.        | Vojvodina          | 0:1 | 1:0 |     | 2:3 | 1:0 | 4:2  | 2:1 | 2:1 | 1:1 | 2:1 | 1:1 | 4:0 | 3:1 | 5:1 | 6:0 | 1:1 | 2:1 | 2:1 | 3:1 |
| 4.        | Zemun              | 1:2 | 1:4 | 2:3 |     | 1:1 | 2:0  | 1:0 | 1:0 | 5:0 | 1:1 | 1:1 | 3:1 | 2:1 | 2:1 | 2:1 | 1:0 | 3:1 | 8:1 | 3:0 |
| 5.        | Rad Beograd        | 1:0 | 0:0 | 2:2 | 2:2 |     | 6:1  | 3:0 | 1:1 | 2:1 | 3:0 | 1:0 | 1:0 | 1:1 | 2:0 | 2:1 | 1:2 | 1:0 | 3:0 | 0:0 |
| 6.        | Napredak Kruševac  | 0:1 | 0:0 | 1:0 | 2:0 | 1:0 |      | 2:0 | 2:1 | 2:0 | 3:1 | 2:2 | 0:0 | 3:2 | 1:1 | 3:2 | 2:1 | 2:1 | 1:0 | 3:0 |
| 7.        | Radnički Niš       | 1:1 | 1:1 | 1:1 | 1:0 | 2:2 | 2:0  |     | 1:0 | 3:1 | 1:0 | 2:0 | 2:1 | 1:0 | 1:1 | 0:1 | 2:0 | 5:0 | 2:1 | 2:0 |
| 8.        | Hajduk Kula        | 0:3 | 1:4 | 1:1 | 2:0 | 1:2 | 0:0  | 2:0 |     | 2:1 | 2:1 | 3:0 | 2:1 | 2:1 | 0:0 | 1:1 | 3:2 | 2:0 | 1:0 | 2:1 |
| 9.        | Proleter Zrenjanin | 1:2 | 1:3 | 1:0 | 2:1 | 2:1 | 3:0  | 2:2 | 1:1 |     | 0:0 | 2:1 | 1:0 | 1:0 | 1:0 | 2:1 | 3:0 | 1:0 | 5:1 | 2:0 |
| 10.       | Budućnost          | 3:2 | 2:2 | 1:5 | 0:0 | 1:0 | 3:0  | 2:0 | 0:0 | 1:0 |     | 3:0 | 1:0 | 3:1 | 4:0 | 4:2 | 2:1 | 1:0 | 3:1 | 2:1 |
| 11.       | OFK Beograd        | 0:4 | 0:0 | 1:1 | 2:1 | 2:0 | 3:2  | 1:0 | 1:1 | 1:3 | 0:0 |     | 1:1 | 3:2 | 1:1 | 1:1 | 1:0 | 1:0 | 1:0 | 1:1 |
| 12.       | Bečej              | 1:4 | 1:1 | 2:0 | 1:1 | 0:0 | 2:2  | 0:1 | 0:0 | 3:0 | 2:0 | 2:0 |     | 1:0 | 5:1 | 2:1 | 5:0 | 1:1 | 3:0 | 2:1 |
| 13.       | Mogren Budva       | 1:3 | 2:0 | 3:1 | 3:1 | 2:1 | 1:1  | 1:0 | 0:0 | 1:0 | 1:0 | 1:1 | 0:0 |     | 2:0 | 4:1 | 4:1 | 4:1 | 1:1 | 2:0 |
| 14.       | Kikinda            | 0:2 | 1:1 | 1:2 | 1:5 | 0:0 | 3:0  | 1:1 | 1:0 | 1:0 | 2:1 | 4:4 | 1:2 | 1:0 |     | 1:0 | 2:0 | 2:0 | 4:1 | 2:0 |
| 15.       | Radnički Beograd   | 1:3 | 2:1 | 3:4 | 1:1 | 1:1 | 2:0  | 2:1 | 1:0 | 0:1 | 3:0 | 1:1 | 2:1 | 3:0 | 3:1 |     | 1:2 | 1:1 | 3:2 | 0:0 |
| 16.       | Sutjeska Nikšić    | 0:5 | 2:2 | 1:3 | 0:2 | 2:1 | 1:1  | 2:1 | 0:1 | 1:0 | 3:1 | 0:1 | 2:1 | 3:1 | 1:2 | 1:0 |     | 0:0 | 5:1 | 2:2 |
| 17.       | Spartak Subotica   | 2:2 | 0:0 | 4:3 | 1:0 | 0:3 | 2:2  | 0:2 | 0:0 | 1:1 | 3:1 | 2:2 | 0:2 | 3:1 | 2:0 | 1:0 | 2:2 |     | 0:0 | 1:1 |
| 18.       | Priština           | 0:2 | 0:1 | 1:1 | 1:1 | 2:2 | 0:0  | 1:0 | 1:0 | 1:0 | 1:1 | 0:0 | 3:2 | 0:0 | 2:1 | 3:0 | 2:3 | 1:2 |     | 3:0 |
| 19.       | Borac              | 0:3 | 0:5 | 0:1 | 1:3 | 1:1 | 0:0  | 0:1 | 1:0 | 1:1 | 0:0 | 1:1 | 3:2 | 3:2 | 5:1 | 1:3 | 4:4 | 3:0 | 2:0 |     |

### Kalendar
Nakon suglasnosti Svjetske nogometne organizacije FIFA-e, naknadnom odlukom Predsjedništva Udruge prvoligaških klubova (iako je prvenstvo već počelo) Borac (Banja Luka), koji je registriran u Beogradu, uvršten je u natjecanje kao 19. član, a preselio je sjedište kluba u Valjevo. Odlučeno je i da Borac svoje utakmice igra sredinom tjedna između regularnih prvenstvena kola, prema posebno utvrđenom rasporedu.

Zbog nužnih radova na stadionu, Mogren je u 1. i 3. kolu promijenio domaćinstva.
| 1. kolo 21. 8. 1992. Crvena zvezda – Radnički Beograd 4:0 22. 8. 1992. Zemun – Partizan 1:2 Rad – Budućnost 3:0 23. 8. 1992. Bečej – Proleter 3:0 OFK Kikinda – Spartak 2:0 Napredak – Mogren 3:2 Priština – Radnički Niš 1:0 Sutjeska – OFK Beograd 0:1 Vojvodina – Hajduk 2:1 | 2. kolo 29. 8. 1992. Rad – Zemun 2:2 Radnički Beograd – Sutjeska 1:2 30. 8. 1992. Budućnost – OFK Beograd 3:0 Hajduk – Mogren 2:1 Napredak – OFK Kikinda 1:1 Partizan – Vojvodina 2:0 Proleter – Crvena zvezda 1:3 Radnički Niš – Bečej 2:1 Spartak – Priština 0:0 |

| 3. kolo 04. 9. 1992. Crvena zvezda – Radnički Niš 2:0 05. 9. 1992. Partizan – Mogren 4:0 Zemun – Budućnost 1:1 06. 9. 1992. Bečej – Spartak 1:1 OFK Beograd – Radnički Beograd 1:1 OFK Kikinda – Hajduk 1:0 Priština – Napredak 0:0 Vojvodina – Rad 1:0 23. 9. 1992. Sutjeska – Proleter 1:0 (Utakmice Proletera u ovom i narednom kolu odgođene su zbog trovanja hranom igrača ovog kluba) | 4. kolo 12. 9. 1992. Rad – Mogren 1:1 Zemun – Vojvodina 2:3 13. 9. 1992. Budućnost – Radnički Beograd 4:2 Hajduk – Priština 1:0 Napredak – Bečej 0:0 Partizan – OFK Kikinda 2:0 Radnički Niš – Sutjeska 2:0 Spartak – Crvena zvezda 0:0 16. 9. 1992. Proleter – OFK Beograd 2:1 Borac – Rad 0:0 (u Sentu) |

| 5. kolo 18. 9. 1992. Crvena zvezda – Napredak 2:2 19. 9. 1992. Radnički Beograd – Proleter 0:1 20. 9. 1992. Bečej – Hajduk 0:0 OFK Beograd – Radnički Niš 1:0 OFK Kikinda – Rad 0:0 Mogren – Zemun 3:1 Priština – Partizan 0:2 Sutjeska – Spartak 0:0 Vojvodina – Budućnost 2:1 23. 9. 1992. Zemun – Borac 3:1 | 6. kolo 25. 9. 1992. Radnički Niš – Radnički Beograd 0:1 26. 9. 1992. Hajduk – Crvena zvezda 1:4 Partizan – Bečej 2:1 Rad – Priština 3:0 Vojvodina – Mogren 3:1 Zemun – OFK Kikinda 2:1 27. 9. 1992. Budućnost – Proleter 1:0 Napredak – Sutjeska 2:1 Spartak – OFK Beograd 2:2 29. 9. 1992. Borac – Mogren 3:2 (u Valjevu) 01. 10. 1992. Priština – Borac 3:0 |

| 7. kolo 02. 10. 1992. Crvena zvezda – Partizan 1:1 03. 10. 1992. Radnički Beograd – Spartak 1:1 04. 10. 1992. Bečej – Rad 0:0 OFK Beograd – Napredak 3:2 OFK Kikinda – Vojvodina 1:2 Mogren – Budućnost 1:0 Priština – Zemun 1:1 Proleter – Radnički Niš 2:2 Sutjeska – Hajduk 0:1 06. 10. 1992. Borac – OFK Kikinda 5:1 (u Valjevu) 08. 10. 1992. Vojvodina – Borac 3:1 | 8. kolo 10. 10. 1992. Rad – Crvena zvezda 0:0 Zemun – Bečej 3:1 11. 10. 1992. Budućnost – Radnički Niš 2:0 Hajduk – OFK Beograd 3:0 Mogren – OFK Kikinda 2:0 Napredak – Radnički Beograd 3:2 Partizan – Sutjeska 4:0 Spartak – Proleter 1:1 Vojvodina – Priština 2:1 14. 10. 1992. Borac – Bečej 3:2 (u Valjevu) |

| 9. kolo 16. 10. 1992. Crvena zvezda – Zemun 3:0 17. 10. 1992. Radnički Beograd – Hajduk 1:0 18. 10. 1992. Bečej – Vojvodina 2:0 OFK Beograd – Partizan 0:4 OFK Kikinda – Budućnost 2:1 Priština – Mogren 0:0 Proleter – Napredak 3:0 Radnički Niš – Spartak 5:0 Sutjeska – Rad 2:1 21. 10. 1992. OFK Beograd – Borac 1:1 | 10. kolo 24. 10. 1992. Rad – OFK Beograd 1:0 Vojvodina – Crvena zvezda 1:0 Zemun – Sutjeska 1:0 25. 10. 1992. Budućnost – Spartak 1:0 Hajduk – Proleter 2:1 OFK Kikinda – Priština 4:1 Mogren – Bečej 0:0 Napredak – Radnički Niš 2:0 Partizan – Radnički Beograd 4:0 27. 10. 1992. Borac – Proleter 1:1 (u Valjevu) 29. 10. 1992. Radnički Niš – Borac 2:0 |

| 11. kolo 30. 10. 1992. Crvena zvezda – Mogren 3:0 31. 10. 1992. Sutjeska – Vojvodina 1:3 Radnički Beograd – Rad 1:1 01. 11. 1992. Bečej – OFK Kikinda 5:1 OFK Beograd – Zemun 2:1 Priština – Budućnost 1:1 Proleter – Partizan 1:2 Spartak – Napredak 2:2 Radnički Niš – Hajduk 1:0 30. 12. 1992. Borac – Spartak 3:0 (u Valjevu) | 12. kolo 07. 11. 1992. OFK Kikinda – Crvena avezda 1:1 Rad – Proleter 2:1 Vojvodina – OFK Beograd 1:1 Zemun – Radnički Beograd 2:1 08. 11. 1992. Budućnost – Napredak 3:0 Hajduk – Spartak 2:0 Mogren – Sutjeska 4:1 Partizan – Radnički Niš 2:0 Priština – Bečej 3:2 10. 11. 1992. Crvena zvezda – Borac 3:0 |

| 13. kolo 13. 11. 1992. Crvena zvezda – Priština 3:0 14. 11. 1992. Radnički Beograd – Vojvodina 3:4 15. 11. 1992. Bečej – Budućnost 2-0 OFK Beograd – Mogren 3:2 Napredak – Hajduk 2:1 Proleter – Zemun 2:1 Radnički Niš – Rad 2:2 Spartak – Partizan 2:2 Sutjeska – OFK Kikinda 1:2 18. 11. 1992. Borac – Sutjeska 4:4 (u Valjevu) | 14. kolo 21. 11. 1992. Mogren – Radnički Beograd 4:1 Rad – Spartak 1:0 Vojvodina – Proleter 1:1 Zemun – Radnički Niš 1:0 22. 11. 1992. Bečej – Crvena zvezda 1:1 Budućnost – Hajduk 0:0 OFK Kikinda – OFK Beograd 4:4 Partizan – Napredak 10:1 Priština – Sutjeska 2:3 24. 11. 1992. Radnički Beograd – Borac 0:0 26. 11. 1992. Borac – Napredak 0:0 (u Valjevu) |

| 15. kolo 27. 11. 1992. Crvena zvezda – Budućnost 3:0 28. 11. 1992. Hajduk – Partizan 0:3 Radnički Beograd – OFK Kikinda 3:1 29. 11. 1992. OFK Beograd – Priština 1:0 Napredak – Rad 1:0 Proleter – Mogren 1:0 Radnički Niš – Vojvodina 1:1 Spartak – Zemun 1:0 Sutjeska – Bečej 2:1 | 16. kolo 02. 12. 1992. Bečej – OFK Beograd 2:0 Budućnost – Partizan 3:2 Crvena zvezda – Sutjeska 2:1 OFK Kikinda – Proleter 1:0 Mogren – Radnički Niš 1:0 Priština – Radnički Beograd 3:0 Rad – Hajduk 1:1 Vojvodina – Spartak 2:1 Zemun – Napredak 2:0 |

| 17. kolo 05. 12. 1992. OFK Beograd – Crvena zvezda 0:0 Radnički Beograd – Bečej 2:1 06. 12. 1992. Hajduk – Zemun 2:0 Napredak – Vojvodina 1:0 Partizan – Rad 3:0 Proleter – Priština 5:1 Radnički Niš – OFK Kikinda 1:1 Spartak – Mogren 3:1 Sutjeska – Budućnost 3:1 09. 12. 1992. Hajduk – Borac 2:1 13. 12. 1992. Borac – Partizan 0:3 (u Valjevu) 16. 12. 1992. Budućnost – Borac 2:1 | 20. 2. 1993. Rad – Borac 1:1 24. 2. 1993. Borac – Zemun (u Valjevu, nije odigrano zbog velikog snijega) 18. kolo 28. 2. 1993. Odgođeno zbog snijega 03. 3. 1993. Mogren – Borac 2:0 |

| 19. kolo 05. 3. 1993. Crvena zvezda – Proleter 2:1 06. 3. 1993. Zemun – Rad 1:1 07. 3. 1993. Bečej – Radnički Niš 0:1 OFK Beograd – Budućnost 0:0 OFK Kikinda – Napredak 3:0 Mogren – Hajduk 0:0 Priština – Spartak 1:2 Sutjeska – Radnički Beograd 1:0 Vojvodina – Partizan 0:1 10. 3. 1993. Borac – Priština 2:0 (u Kostolcu) | 20. kolo 13. 3. 1993. Radnički Beograd – OFK Beograd 1:1 14. 3. 1993. Budućnost – Zemun 0:0 Hajduk – OFK Kikinda 0:0 Mogren – Partizan 1:3 Napredak – Priština 1:0 Proleter – Sutjeska 3:0 Rad – Vojvodina 2:2 Radnički Niš – Crvena zvezda 1:1 Spartak – Bečej 0:2 17. 3. 1993. Budućnost – Rad 1:0 (odgođena utakmica 18. kola) OFK Kikinda – Borac 2:0 |

| 21. kolo 20. 3. 1993. OFK Beograd – Proleter 1:3 OFK Kikinda – Partizan 0:2 Radnički Beograd – Budućnost 3:0 21. 3. 1993. Bečej – Napredak 2-2 Crvena zvezda – Spartak 3:0 Mogren – Rad 2:1 Priština – Hajduk 1:0 Sutjeska – Radnički Niš 2:1 Vojvodina – Zemun 2:3 24. 3. 1993. Borac – Vojvodina 0:1 (u Kostolcu) | 22. kolo 27. 3. 1993. Rad – OFK Kikinda 2:0 Zemun – Mogren 2:1 28. 3. 1993. Budućnost – Vojvodina 1:5 Hajduk – Bečej 2:1 Partizan – Priština 1:0 Proleter – Radnički Beograd 2:1 Radnički Niš – OFK Beograd 2:0 Spartak – Sutjeska 2:2 Napredak – Crvena zvezda (odgođena zbog velikog snijega) |

| 23. kolo 02. 4. 1993. Crvena zvezda – Hajduk 0:0 03. 4. 1993. Bečej – Partizan 1:4 Radnički Beograd – Radnički Niš 2:1 04. 4. 1993. OFK Beograd – Spartak 1:0 OFK Kikinda – Zemun 1:5 Mogren – Vojvodina 3:1 Priština – Rad 2:2 Proleter – Budućnost 0:0 Sutjeska – Napredak 1:1 07. 4. 1993. Borac – OFK Beograd 1:1 (u Kostolcu) | 24. kolo 10. 4. 1993. Partizan – Crvena zvezda 1:0 Rad – Bečej 1:0 Zemun – Priština 8:1 11. 4. 1993. Budućnost – Mogren 3:1 Hajduk – Sutjeska 3:2 Napredak – OFK Beograd 2:2 Radnički Niš – Proleter 3:1 Spartak – Radnički Beograd 1:0 Vojvodina – OFK Kikinda 5:1 14. 4. 1993. Proleter – Borac 2:0 |

| 25. kolo 17. 4. 1993. OFK Beograd – Hajduk 1:1 Radnički Beograd – Napredak 2:0 18. 4. 1993. Bečej – Zemun 1:1 Crvena zvezda – Rad 2:0 OFK Kikinda – Mogren 1:0 Priština – Vojvodina 1:1 Proleter – Spartak 1:0 Radnički Niš – Budućnost 1:0 Sutjeska – Partizan 0:5 21. 4. 1993. Borac – Radnički Niš 0:1 (u Kostolcu) odgođene utakmice 18. kola Proleter – Bečej 1:0 Spartak – OFK Kikinda 2:0 odgođena utakmica 22. kola Napredak – Crvena zvezda 0:0 | 26. kolo 24. 4. 1993. Zemun – Crvena zvezda 1:4 25. 4. 1993. Budućnost – OFK Kikinda 4:0 Hajduk – Radnički Beograd 1:1 Mogren – Priština 1:1 Napredak – Proleter 2:0 Partizan – OFK Beograd 5:1 Rad – Sutjeska 1:2 Spartak – Radnički Niš 0:2 Vojvodina – Bečej 4:0 |

| 27. kolo 01. 5. 1993. Crvena zvezda – Vojvodina 3:2 Radnički Beograd – Partizan 1:3 02. 5. 1993. Bečej – Mogren 1:0 OFK Beograd – Rad 2:0 Priština – OFK Kikinda 2:1 Proleter – Hajduk 1:1 Radnički Niš – Napredak 2:0 Spartak – Budućnost 3:1 Sutjeska – Zemun 0:2 04. 5. 1993. Borac – Radnički Beograd 1:3 (u Kostolcu) | 28. kolo 05. 5. 1993. Mogren – Crvena zvezda 2:0 Partizan – Proleter 4:1 06. 5. 1993. Bečej – Borac 2:1 08. 5. 1993. Rad – Radnički Beograd 2:1 Zemun – OFK Beograd 1:1 09. 5. 1993. Budućnost – Priština 3:1 Hajduk – Radnički Niš 2:0 OFK Kikinda – Bečej 1:2 Napredak – Spartak 2:1 Vojvodina – Sutjeska 1:1 |

| 29. kolo 12. 5. 1993. Crvena zvezda – OFK Kikinda 0:0 Radnički Niš – Partizan 1:1 Sutjeska – Borac 2:2 15. 5. 1993. OFK Beograd – Vojvodina 1:1 16. 5. 1993. Bečej – Priština 3:0 Napredak – Budućnost 3:1 Proleter – Rad 2:1 Radnički Beograd – Zemun 1:1 Spartak – Hajduk 0:0 Sutjeska – Mogren 3:1 19. 5. 1993. Borac – Crvena zvezda 0:5 (u Srijemskoj Mitrovici) | 30. kolo 22. 5. 1993. Rad – Radnički Niš 3:0 Zemun – Proleter 5:0 23. 5. 1993. Budućnost – Bečej 1:0 Hajduk – Napredak 0:0 OFK Kikinda – Sutjeska 2:0 Mogren – OFK Beograd 1:1 Partizan – Spartak 3:0 Priština – Crvena zvezda 0:1 Vojvodina – Radnički Beograd 6:0 22. 5. 1993. Borac – Zemun 0:3 (u Srijemskoj Mitrovici) 27. 5. 1993. Napredak – Borac 3:0 |

| 31. kolo 29. 5. 1993. Crvena zvezda – Bečej 4:1 Radnički Beograd – Mogren 3:0 30. 5. 1993. OFK Beograd – OFK Kikinda 1:1 Hajduk – Budućnost 2:1 Napredak – Partizan 0:1 Proleter – Vojvodina 1:0 Radnički Niš – Zemun 1:0 Spartak – Rad 0:3 Sutjeska – Priština 5:1 02. 6. 1993. Borac – Hajduk 1:0 (u Srijemskoj Mitrovici) | 32. kolo 05. 6. 1993. Rad – Napredak 6:1 Zemun – Spartak 3:1 06. 6. 1993. Bečej – Sutjeska 5:0 Budućnost – Crvena zvezda 2:2 OFK Kikinda – Radnički Beograd 1:0 Mogren – Proleter 1:0 Partizan – Hajduk 4:1 Priština – OFK Beograd 0:0 Vojvodina – Radnički Niš 2:1 09. 6. 1993. Partizan – Borac 3:1 |

| 33. kolo 13. 6. 1993. OFK Beograd – Bečej 1:1 Hajduk – Rad 1:2 Napredak – Zemun 2:0 Partizan – Budućnost 3:0 Proleter – OFK Kikinda 1:0 Radnički Beograd – Priština 3:2 Radnički Niš – Mogren 1:0 Spartak – Vojvodina 4:3 Sutjeska – Crvena zvezda 2:2 16. 6. 1993. Borac – Budućnost 0:0 (u Srijemskoj Mitrovici) | 34. kolo 20. 6. 1993. Bečej – Radnički Beograd 2:1 Budućnost – Sutjeska 2:1 Crvena zvezda – OFK Beograd 5:1 OFK Kikinda – Radnički Niš 1:1 Mogren – Spartak 4:1 Priština – Proleter 1:0 Rad – Partizan 1:0 Vojvodina – Napredak 4:2 Zemun – Hajduk 1:0 |

## Prvaci
FK Partizan
trener: Ljubiša Tumbaković
Igrači (odigrao utakmica/postigao pogodaka):
- Goran Pandurović (35/1/–20), vratar
- Nikola Damjanac (1/0/0), vratar
- Vujadin Stanojković (26/5)
- Nebojša Gudelj (33/2)
- Slaviša Jokanović (32/13)
- Gordan Petrić (33/1)
- Budimir Vujačić (26/4)
- Vuk Rašović (1/0)
- Goran Bogdanović (18/3)
- Petar Vasiljević (22/1)
- Albert Nađ (25/1)
- Bratislav Mijalković (6/1)
- Zlatko Zahovič (15/3)
- Dragan Ćirić (18/2)
- Ljubomir Vorkapić (31/15)
- Branko Brnović (30/7)
- Slobodan Krčmarević (27/11)
- Savo Milošević (31/14)
- Đorđe Tomić (5/1)
- Slobodan Milanović (1/0)
- Dejan Rađenović (1/0)
- Blažo Pešikan (1/0)
- Dejan Radan (1/0)
- Predrag Mijatović (31/17)

Izvori:

## Statistika

### Ljestvica strijelaca
| Pl. | Ime                | Klub          | Pogodaka |
| --- | ------------------ | ------------- | -------- |
| 1.  | Anto Drobnjak      | Crvena zvezda | 22       |
| 1.  | Vesko Mihajlović   | Vojvodina     | 22       |
| 3.  | Predrag Mijatović  | Partizan      | 17       |
| 4.  | Goran Stojiljković | Radnički Niš  | 16       |
| 5.  | Ljubomir Vorkapić  | Partizan      | 15       |
| 6.  | Boban Kitanov      | Zemun         | 14       |
| 6.  | Nikola Milinković  | Bečej         | 14       |
| 6.  | Savo Milošević     | Partizan      | 14       |
| 9.  | Dejan Čurović      | Zemun         | 13.      |
| 9.  | Ilija Ivić         | Crvena zvezda | 13.      |
| 9.  | Slaviša Jokanović  | Partizan      | 13.      |
| 9.  | Zoran Mašić        | OFK Beograd   | 13.      |

## Poveznice
- Druga liga SR Jugoslavije 1992./93.
- Kup SR Jugoslavije 1992./93.

## Vanjske poveznice
- rsssf.org
- eu-football.info
- RAT, RASPAD SFR JUGOSLAVIJE, SANKCIJE
- Godišnjak
- Klubovi